# José Ramón Fernández Menéndez
José Ramón Fernández Menéndez (Turón, Mieres, Asturias, 23 de febrero de 1944-Santiago de Compostela, 9 de junio de 2023) fue un ingeniero de minas español, pionero en la seguridad laboral. Creó el primer Manual de Seguridad General que fue tomado como modelo en cientos de empresas del sector del Metal.

## Biografía
Nació en la parroquia asturiana de Turón, en el concejo de Mieres, en 1944. Tras pasar su infancia y parte de su adolescencia en Soto del Barco, —donde sus padres Julio y Beni, eran profesores— realizó los estudios de Bachillerato en el Colegio de la Inmaculada (Gijón), en régimen de internado. Posteriormente obtuvo el título de ingeniero de minas tras realizar los correspondientes estudios en las universidades de Oviedo y de Madrid.
Comenzó a trabajar en Ensidesa como jefe de seguridad, pasando después a ser responsable del Horno Alto y de Planificación y Programación de pedidos, en la acería de Avilés. Allí trabajó hasta su prejubilación (2005). Residía en Gijón desde 1970. En Ensidesa, que era la cabeza visible del CSIS (Comité de Seguridad en la Industria Siderúrgica), recibió el encargo de realizar un manual de seguridad para distribuirlo a todos los empleados. Fernández Menéndez utilizó el Calendario de la Muerte del Condado de Allegheny (Pensilvania), elaborado por la Fundación Rusell Sage en 1906. Se trata del primer estudio científico para la investigación de la gravedad en los accidentes industriales. Tras un año realizando entrevistas con mandos y operarios de diversas empresas siderúrgicas, estudiando los archivos de hospitales, médicos privados y juzgados, elaboraron un estudio que produjo un gran impacto social. El estudio mostró que en el condado de Allegheny fallecieron en un año 526 hombres, a causa de diversos accidentes industriales, y en el distrito de Pittsburgh había 500 trabajadores con diversas amputaciones.
Tras su jubilación, promovió diversas actividades sociales como la impartición de clases de ciencias en el centro penitenciario de Asturias con el fin de facilitar que algunos reclusos obtuvieran el título de formación profesional y estudios primarios; y otras actividades de formación humana y cristiana promovidas por el Opus Dei.
Fue presidente de la Escuela Deportiva Costa Gijón.
Falleció en el Hospital Clínico de Santiago de Compostela, el 9 de junio de 2023, cinco días después de haber sufrido un desvanecimiento por una parada cardiorespiratoria.